# 1986 en arts plastiques
| Années des arts plastiques : 1983 - 1984 - 1985 - 1986 - 1987 - 1988 - 1989    |
| Décennies des arts plastiques : 1950 - 1960 - 1970 - 1980 - 1990 - 2000 - 2010 |

Cette page concerne l'année 1986 en arts plastiques.

## Œuvres
- Les Colonnes de Buren sont installées au Palais-Royal à Paris.

## Naissances
- ? : Roméo Mivekannin, peintre et écrivain béninois.

## Décès
- 6 janvier : Jean Even, peintre, lithographe et affichiste français (° 14 juillet 1910),
- 7 janvier : Helba Huara, danseuse et peintre péruvienne (° 26 novembre 1905),
- 8 janvier : Gunter Böhmer, peintre, dessinateur et illustrateur allemand (° 13 avril 1911),
- 11 janvier : Suzanne Van Damme, peintre belge (° 22 septembre 1901),
- 14 janvier : Eugène Pujol, peintre français (° 14 mai 1899),
- 15 janvier : Anna Zemánková, peintre, dessinatrice et pastelliste austro-hongroise puis tchécoslovaque (° 23 août 1908),
- 16 janvier : Ryūzaburō Umehara, peintre japonais du style yō-ga (° 9 mars 1888),
- 23 janvier : Joseph Beuys, peintre et théoricien de l'art  allemand (° 12 mai 1921),
- 26 janvier : Bernard Lorjou, peintre et graveur (lithographie, eau-forte et gravure sur bois) français (° 9 septembre 1908),
- 12 février : Elena Skuin, peintre russe (° 2 avril 1908),
- 21 février : Jean Dorville, peintre, dessinateur, lithographe, décorateur de théâtre et poète français (° 30 mars 1901),
- 22 février : Giuseppe Macedonio, céramiste, peintre et sculpteur italien (° 25 septembre 1906),
- 6 mars : Georgia O'Keeffe, peintre moderniste américaine (° 15 novembre 1887),
- 15 mars : Pascual Navarro, peintre vénézuélien (° 17 mai 1923),
- 19 mars : André Hardy, peintre français (° 16 janvier 1877),
- 27 avril : Verena Loewensberg, peintre et graphiste suisse (° 28 mai 1912),
- 3 mai : Endre Bálint, peintre et graveur hongrois (° 27 octobre 1914),
- 28 mai : Théophile Lemonnier, peintre, dessinateur et graveur français (° 27 février 1901),
- 29 mai : Nicole Algan, peintre et sculptrice française (° 13 juin 1925),
- 31 mai : Jane Frank, peintre américaine (° 25 juillet 1918),
- 5 juin : Robert Högfeldt, peintre, dessinateur et caricaturiste suédois (° 13 février 1894),
- 10 juin : Raymond Sigurd Fredriksen, peintre français (° 11 septembre 1907),
- 22 juin : Fausto Melotti, sculpteur et peintre italien (° 8 juin 1901),
- 7 juillet : Georges Mirianon,  peintre, dessinateur, lithographe et sculpteur français (° 16 juillet 1910),
- 8 juillet : Gérard Schneider, peintre suisse naturalisé français (° 28 avril 1896),
- 18 juillet : Francisco Dosamantes, peintre, illustrateur, designer et éducateur mexicain (° (4 octobre 1911),
- 23 juillet :
  - Marko Čelebonović, peintre serbe puis yougoslave (° (21 novembre 1902),
  - Robert Pikelny, peintre polonais et français de l'École de Paris (° (9 février 1904),
- 3 août : Hans Seiler, peintre suisse (° 29 avril 1907),
- 10 août :
  - Anthime Mazeran, industriel et peintre français (° 15 juillet 1907),
  - André Patte, aquarelliste, dessinateur et peintre français (° 24 janvier 1904),
- 20 août : Sigmund Menkès, peintre austro-hongrois puis polonais (° 6 mai 1896),
- 31 août : Henry Moore, peintre et sculpteur américain (° 30 juillet 1898),
- 4 septembre : Albert Malet, peintre français (° 5 avril 1912),
- 10 septembre : Éric Dubuc, peintre français (° 4 juillet 1961),
- 16 septembre : Karel Svolinský, peintre, illustrateur et scénographe austro-hongrois puis tchécoslovaque (° 14 janvier 1896),
- 18 septembre : Wilhelm Kimmich, peintre allemand (° 20 mai 1897),
- 19 septembre :
  - Edmond Daynes, peintre français (° 6 juillet 1895),
  - Denise Esteban, peintre française (° 26 mars 1925),
- 27 septembre : Joseph Espalioux, peintre français (° 8 décembre 1921),
- 2 octobre : Camille Paul Josso, graveur, peintre et illustrateur français (° 6 juin 1902),
- 4 octobre : André Minaux, peintre, sculpteur, illustrateur, graveur et lithographe français (° 5 septembre 1923),
- 5 octobre : Diego Angulo Íñiguez, historien de l'art espagnol (° 18 juillet 1901),
- 8 octobre : Sam Ringer, peintre français d'origine polonaise, rattaché à l'École de Paris (° 5 novembre 1918),
- 9 octobre : André-Charles Nauleau, peintre français (° 6 mai 1908),
- 14 octobre : Takanori Oguiss, peintre japonais (° 30 novembre 1901),
- 16 octobre : Marcel Bouret, peintre et illustrateur français (° 29 mai 1907),
- 19 octobre : Henri Komatis, architecte, peintre et sculpteur français (° 29 novembre 1921),
- 22 octobre : Jean Commère, peintre, dessinateur, graveur et illustrateur français (° 5 avril 1920),
- 2 novembre : Vasyl Khmeluk, peintre et poète ukrainien et français (° 3 juillet 1903),
- 5 novembre : Michel Noury, peintre français (° 21 juin 1912),
- 6 novembre : Sabine Hettner, peintre française d'origine allemande (° 4 octobre 1907),
- 9 novembre : Jaroslava Muchová, peintre austro-hongroise puis tchécoslovaque (° 15 mars 1909),
- 16 novembre : Hans Coumans, peintre néerlandais (° 19 mars 1943),
- 27 novembre : Maurice Delavier, peintre orientaliste et graveur français (° 1902),
- 28 novembre : Emilio Scanavino, peintre et sculpteur italien (° 28 février 1922),
- 4 décembre : René Buthaud, peintre et céramiste français (° 14 décembre 1886),
- 8 décembre : Karl Plattner, peintre italien (° 13 février 1919),
- 9 décembre : Antonio Cardile, peintre, graveur, dessinateur et sculpteur italien de l'école romaine de peinture (° 26 février 1914),
- 16 décembre : Jacques Le Flaguais, illustrateur et peintre français (° 18 décembre 1921),
- 23 décembre : Willem Hofhuizen, peintre et sculpteur expressionniste néerlandais (° 27 juillet 1915),
- 28 décembre :
  - Jan Nieuwenhuys, peintre néerlandais (° 8 janvier 1922),
  - Louis Van Lint, peintre belge (° 25 décembre 1909),

- ? :
  - Jacques Bouffartigue, peintre français (° 11 octobre 1921),
  - Geneviève Dumont, plasticienne, peintre et sculptrice française (° 3 novembre 1943),
  - Louis Dussour, peintre français (° 1905),
  - Jean-Baptiste Van Genechten, aquarelliste et lithographe belge (° 7 août 1902).